# Marvin van Heek
Marvin van Heek (ur. 22 listopada 1991 w Montpellier, Francja) – francuski narciarz alpejski, od czerwca 2011 r. reprezentujący Holandię. Uczestnik Mistrzostw Świata 2013 i 2015.
Van Heek nigdy nie startował na zimowych igrzyskach olimpijskich.
Van Heek dwa razy startował na mistrzostwach świata, w obu przypadkach nie ukończył żadnej konkurencji, a dwukrotnie nie pojawił się na starcie.
Van Heek w Pucharze Świata zadebiutował w zjeździe 3 lutego 2012 roku zajmując w Chamonix 54. miejsce. Pierwsze punkty zdobył 15 grudnia 2012 roku w Val Gardenie, gdzie zajął bardzo wysokie 8. miejsce w zjeździe.

## Osiągnięcia

### Mistrzostwa świata
| Mistrzostwa            | Konkurencja     | Czas | Wynik | Zwycięzca          |
| ---------------------- | --------------- | ---- | ----- | ------------------ |
| Schladming 2013        | Supergigant     | -    | DNF   | Ted Ligety         |
| Schladming 2013        | Zjazd           | -    | DNF   | Aksel Lund Svindal |
| Schladming 2013        | Superkombinacja | -    | DNF1  | Ted Ligety         |
| Vail/Beaver Creek 2015 | Supergigant     | -    | DNF   | Hannes Reichelt    |
| Vail/Beaver Creek 2015 | Zjazd           | -    | DNS   | Patrick Küng       |
| Vail/Beaver Creek 2015 | Superkombinacja | -    | DNS1  | Marcel Hirscher    |